# Neutron Star Collision (Love Is Forever)
Neutron Star Collision (Love Is Forever) è un singolo del gruppo musicale britannico Muse, pubblicato il 17 maggio 2010.
Il brano è stato inserito nella colonna sonora del film The Twilight Saga: Eclipse, pubblicata il 30 giugno dello stesso anno.

## Descrizione
In un'intervista del 17 maggio 2010 ad opera dell'emittente radiofonica BBC Radio 1, Matthew Bellamy ha affermato che il brano è nato quando la sua ragazza l'ha lasciato, esclamando le seguenti parole: 

## Video musicale
Il video, reso disponibile il 20 maggio, mostra il gruppo eseguire il brano su un palcoscenico vuoto e attorniato da schermi luminosi, i quali proiettano alcune scene del film The Twilight Saga: Eclipse.
Una versione alternativa mostra sempre l'esibizione del gruppo sullo stesso palcoscenico ma senza alcuna presenza delle scene tratte dal film.

## Tracce
Download digitale, CD promozionale (Danimarca, Francia, Giappone, Scandinavia)
1. Neutron Star Collision (Love Is Forever) – 3:52

CD promozionale (Regno Unito)
1. Neutron Star Collision (Love Is Forever) (Radio Edit) – 3:13
2. Neutron Star Collision (Love Is Forever) (Album Version) – 3:52

## Formazione
- Matthew Bellamy – voce, chitarra, tastiera
- Chris Wolstenholme – basso, cori
- Dominic Howard – batteria, percussioni

## Classifiche
| Classifica (2010)                | Posizione massima |
| -------------------------------- | ----------------- |
| Australia                        | 37                |
| Austria                          | 40                |
| Belgio (Fiandre)                 | 24                |
| Belgio (Vallonia)                | 3                 |
| Canada                           | 60                |
| Danimarca                        | 10                |
| Finlandia                        | 20                |
| Irlanda                          | 35                |
| Italia                           | 10                |
| Norvegia                         | 10                |
| Nuova Zelanda                    | 27                |
| Paesi Bassi                      | 25                |
| Regno Unito                      | 11                |
| Repubblica Ceca                  | 9                 |
| Spagna                           | 26                |
| Stati Uniti                      | 77                |
| Stati Uniti (alternative)        | 14                |
| Stati Uniti (rock & alternative) | 24                |
| Svezia                           | 25                |
| Svizzera                         | 36                |